# Estrella Lambda Bootis
Las estrellas Lambda Bootis (estrellas λ Bootis) son una clase de estrellas con líneas metálicas débiles cuyo tipo espectral está comprendido entre B-tardío y F-temprano. Muestran una carencia —hasta un factor de 100— de elementos pesados, particularmente del pico del hierro, con niveles casi solares de elementos más ligeros como carbono, nitrógeno, oxígeno y azufre.
La naturaleza de las estrellas Lambda Bootis no es bien conocida.
En general, se piensa que son estrellas presecuencia principal de Población I.
El empobrecimiento en metales característico de estas jóvenes estrellas se atribuye a la acreción de gas deficiente en metales del entorno circunestelar, después de la separación del gas y el polvo. El resultado de ello es que los elementos volátiles como carbono, nitrógeno y oxígeno presentan abundancias cuasi-solares mientras que los elementos más pesados con temperaturas de condensación más altas, están encerrados dentro de los granos de polvo, siendo deficientes en la atmósfera estelar.
Se cree que la «etapa Lambda Bootis» tiene lugar al final de la fase de acreción en estrellas presecuencia principal.
La interacción entre acreción y difusión da lugar a abundancias altas o bajas de ciertos elementos. En estrellas de rápida rotación la circulación meridional tiende a reducir estas anomalías en la composición química.
La brevedad de la etapa presecuencia principal es consistente con el escaso número de estrellas Lambda Bootis conocidas. 
Es un grupo particularmente reducido; se piensa que como máximo un 2 % de las estrellas comprendidas dentro del dominio espectral relevante son estrellas Lambda Bootis.
El prototipo de esta clase es Lambda Bootis (λ Boo).
La conocida Vega (α Lyrae) parece ser miembro de este grupo, como también lo son π1 Orionis, ρ Virginis, 29 Cygni y 36 Serpentis.